# Portret tuskulański

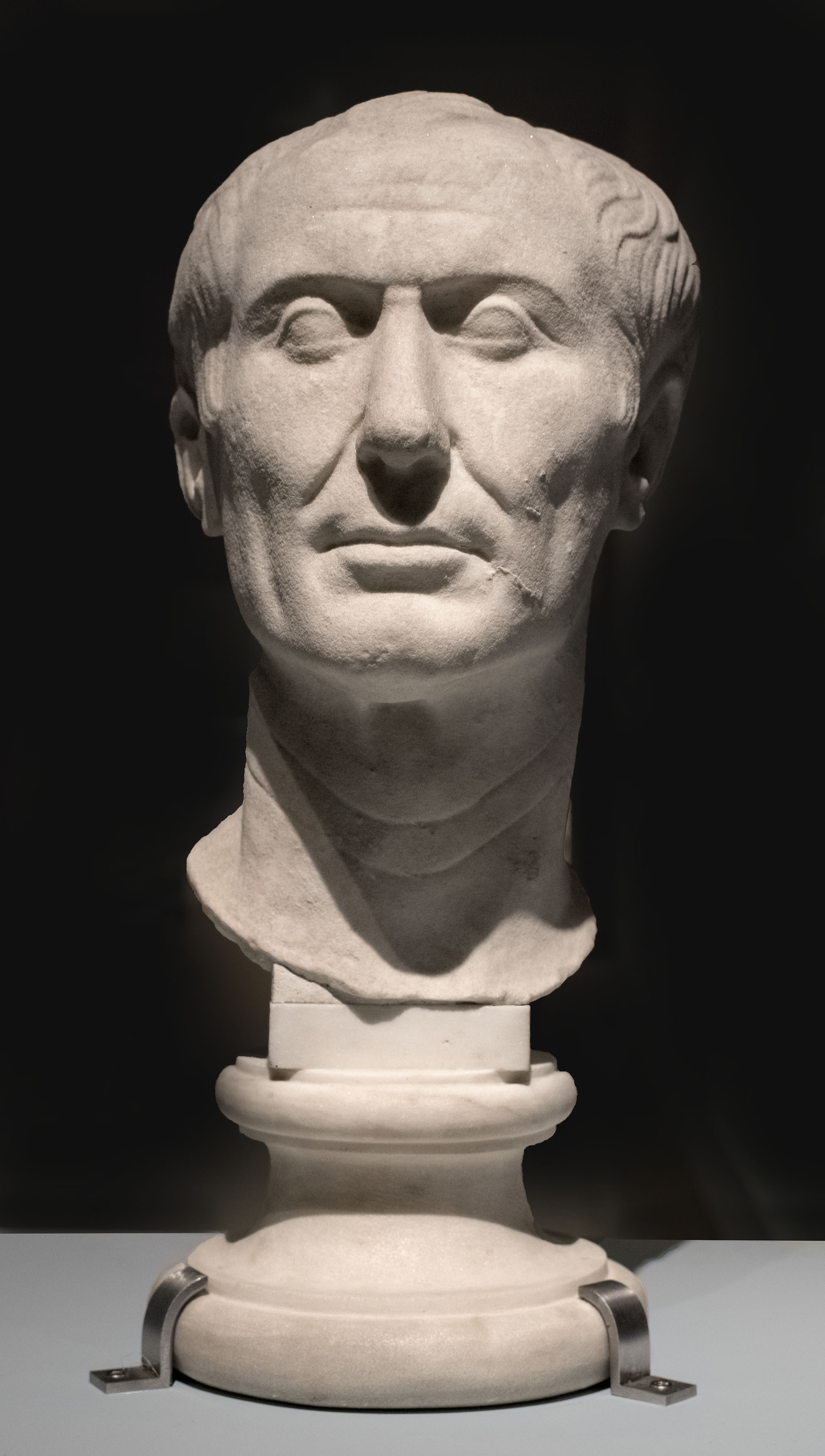
Popiersie z Tusculum

Portret tuskulański lub Popiersie z Tusculum – jeden z dwóch lub trzech najczęściej występujących sposobów przedstawienia rzeźbiarskiego Gajusza Juliusza Cezara, obok tak zwanego Cezara z Chiaramonti. Być może jest to jedyna zachowana podobizna tego polityka wykonana jeszcze za jego życia.
Za typowe przedstawienie portretu tuskulańskiego uznaje się kamienną kopię oryginalnej brązowej rzeźby, wykonanej około 50–40 roku p.n.e., znajdującą się w kolekcji Museo di Antichità w Turynie. Rzeźba mierzy 33 centymetry wysokości i jest wykonana z polerowanego marmuru.
Termin odnosi się zarówno do tej konkretnej rzeźby, jak i do podobnych wizerunków znajdowanych w innych częściach dawnego imperium rzymskiego. Poza popiersiem z Tusculum jak dotąd znaleziono przynajmniej sześć innych przedstawień tego typu, z czego najnowsze, znalezione w 2004 na Pantellerii, zostało poddane renowacji jeszcze w starożytności, przez co zatraciło wiele z oryginalnych cech portretu tuskulańskiego.

## Przedstawienie postaci
Rzeźba jest doskonale zachowana, jedynie po lewej stronie twarzy widoczne są nieznaczne ślady retuszu. Przedstawienie powstało najwyraźniej nie tylko po to, by oddać rysy twarzy postaci, ale także by zasugerować odbiorcy jej charakter. Głowa jest ledwie dostrzegalnie uniesiona, czoło nieco zmarszczone, usta uniesione w lekkim uśmiechu; wszystko to ma sugerować postać skupioną i troskliwą, a jednocześnie nie pozbawioną ironii i arystokratycznej rezerwy.
Rysy twarzy bohatera popiersia są zgodne z przedstawieniami Cezara na monetach wybitych w ostatnim roku jego rządów, zwłaszcza z denarami Marka Mettiusza. Czaszka Cezara przedstawionego na popiersiu ma wydłużony, siodłowaty kształt, co wskazywałoby na przedwczesne skostnienie spoin między kością ciemieniową i skroniową w dzieciństwie, kształt głowy wskazuje również na dolichocefalię.

## Historia
Popiersie odkrył Lucien Bonaparte w 1825, podczas wykopalisk na terenie forum w Tusculum. Rzeźbę przewieziono do Castello d'Aglie jako portret rzeźbiarski nieznanego mężczyzny. Identyfikacji dokonał Maurizio Borda w 1940. Współcześnie popiersie wystawiano między innymi w Luwrze, gdzie zestawiono je z tak zwanym popiersiem z Arles, według niektórych specjalistów również przedstawiającym Cezara. Istnieją trzy znane kopie popiersia, jedno przechowywane w opactwie Woburn, a pozostałe w prywatnych kolekcjach we Florencji i Rzymie.
Wielu współczesnych naukowców uważa, że portret z Tusculum jest jedynym zachowanym przedstawieniem rzeźbiarskim Cezara wykonanym jeszcze za jego życia. Możliwe jest także, że popiersie jest kopią rzeźby wystawionej przez Marka Antoniusza wkrótce po śmierci Cezara w celach propagandowych, by pokazać ludowi rzymskiemu jakiego dobrotliwego, łagodnego i cierpiącego człowieka zamordowali spiskowcy, nie ma jednak na to przekonujących dowodów.